# Chlorophorus reductus
Chlorophorus reductus är en skalbaggsart som beskrevs av Maurice Pic 1922. Chlorophorus reductus ingår i släktet Chlorophorus och familjen långhorningar.
Artens utbredningsområde är:
- Laos.
- Nepal.

Inga underarter finns listade i Catalogue of Life.